# Masacre de Isla Vista de 2014
La masacre de Isla Vista de 2014 ocurrió el 23 de mayo por parte de Elliot Rodger, de 22 años de edad, que perpetró una matanza en Isla Vista, California, cerca del campus de la Universidad de California en Santa Bárbara (UCSB). Siete personas murieron, incluyendo el asesino. Trece personas fueron heridas y hubo catorce lesiones no fatales. Antes de conducir a la casa de la hermandad, Rodger subió a YouTube un vídeo, titulado Elliot Rodger's Retribution, en el que expone los detalles de su próximo ataque y las motivaciones detrás de su matanza, que Rodger describe como un deseo de castigar a las mujeres por rechazarlo y también el deseo de castigar a los hombres sexualmente activos por vivir una vida mejor que él. YouTube retiró el vídeo después de los asesinatos, diciendo que violaba sus directrices con sus amenazas de violencia.
Los asesinatos comenzaron cuando Rodger apuñaló a tres jóvenes varones en su apartamento. Las tres víctimas eran estudiantes asiáticos de ciencias de la computación en UCSB. Abandonó el lugar en su coche, condujo a una casa de hermandad, donde le disparó a cuatro personas afuera, hiriendo fatalmente a dos estudiantes femeninas. Se dirigió a una tienda de comestibles cerca y disparándole a muerte a un estudiante varón que estaba dentro. Luego corrió a través de Isla Vista, disparándole a los transeúntes y golpeando a cuatro personas con su coche. Rodger intercambió disparos con la policía en dos ocasiones durante la matanza, recibiendo un disparo no mortal en la cadera. La masacre terminó cuando su auto se estrelló contra un vehículo estacionado y se detuvo. La policía lo encontró muerto en el coche, con una herida de bala autoinfligida en la cabeza.
Después de subir el vídeo, Rodger envió por correo electrónico un largo manuscrito autobiográfico a una docena de conocidos y familiares. El documento, que tituló My Twisted World, se puso a disposición en Internet y llegó a ser ampliamente conocido como su «manifiesto». En él, describe su infancia, los conflictos familiares, la frustración por no ser capaz de encontrar una novia, su odio a las mujeres, los hombres, las parejas interraciales, y sus planes para cometer la matanza.

## Eventos
La matanza comenzó en el apartamento de Rodger en Sevilla Road, donde se encontraron a tres hombres muertos. Habían sido "apuñalados", según la mayoría de las fuentes. La policía retiró un cuchillo, un martillo, y dos machetes del apartamento, pero no han dicho qué arma o armas se utilizaron en los asesinatos. Las autoridades están investigando la posibilidad de que los tres hombres fueron asesinados mientras dormían.
Rodger fue visto sentado en su coche en el estacionamiento de su edificio de apartamentos a las 20:30, trabajando en su computadora portátil. Él subió el video Retribution a las 21:17, y envió su manifiesto por correo electrónico a las 21:18
Rodger se dirigió a la casa de la fraternidad Alpha Phi en el Embarcadero del Norte y Segovia Road y llamó a la puerta durante unos minutos. Después de que nadie respondiera, comenzó a disparar a las personas que se encontraban cerca; dos mujeres murieron y un tercero resultó herido. Acto seguido, le disparó a una pareja de cerca; el hombre resultó herido, mientras que la mujer recibió una herida superficial.
De regreso a su coche, Rodger condujo dos manzanas a la tienda Deli Mart en Pardall Road, donde detuvo brevemente el coche y disparó fatalmente a un estudiante que se encontraba dentro del Deli Mart. Su coche fue visto salir de la escena por cuatro oficiales, pero no lo identificaron como el asesino. Se dirigió hacia el sur por Embarcadero del Norte, en el lado equivocado de la calle, donde le disparó a dos peatones en la acera, escapando ambos. En las curvas del Embarcadero del Norte cerca de una tienda, 7-Eleven, continuó disparando, golpeando a una mujer en la pierna. Rodger condujo hacia el sur por El Embarcadero y disparando, se volvió hacia el este en Playa Del Drive, y luego hizo un giro en U y se dirigió al oeste, donde intercambió disparos con un agente de policía que estaba respondiendo a una llamada del 911 a las 21:27, y golpeó a un ciclista. Estudiantes de una iglesia de Isla Vista, estaban en misa en el momento de los disparos.
Volviendo hacia el norte por el Camino del Sur, Rodger disparó e hirió a tres personas. Girando hacia el este, golpeó a dos patinadores y disparó a otra persona en el cruce con Camino Pescadero. Cerca de Little Acorn Park, volvió a intercambiar disparos, esta vez con tres policías, y fue herido en la cadera izquierda. Dio vuelta al sur por segunda vez en El Embarcadero, luego al oeste de nuevo en Del Playa. Y golpeó a otro ciclista, a continuación, se estrelló en la acera norte, al este de la intersección de Del Playa y Camino Pescadero.
Rodger fue encontrado muerto con una herida de bala en la cabeza; la policía dijo que al parecer se había suicidado. Un total de siete personas murieron, incluyendo Rodger, y otras trece resultaron heridas.

## Perpetrador
En septiembre de 2012, Rodger visitó un campo de tiro para entrenarse a sí mismo en disparar armas de fuego. En noviembre de 2012, compró su primera pistola, una pistola Glock 34, en Goleta, después de hacer la investigación sobre las armas de mano y, a juzgar la Glock 34 para ser "un arma eficaz y muy precisa", tal como se documenta en su manifiesto.
En la primavera de 2013, Rodger compró dos pistolas adicionales, ambas SIG Sauer P226, escribiendo que eran "de una calidad muy superior a la Glock" y "mucho más eficiente". Él compró las armas en diferentes ciudades, Oxnard y Burbank.
Según su manifiesto, Rodger había ahorrado $ 5,000 para la compra de las armas y suministros que necesitaba. Los expertos han dicho que no había nada en su historia conocida que podría haberle impedido hacer la compra de armas legales.